# Coppa del Belgio 2019-2020
La Coppa del Belgio 2019-2020 è stata la 65ª edizione della coppa nazionale belga di calcio, iniziata il 26 luglio 2019 e terminata il 1º agosto 2020. Il Malines era la squadra campione in carica. L'Anversa ha conquistato il terzo trofeo della sua storia.

## Formato
Tutti i turni della Coppa del Belgio, con eccezione delle semifinali, si disputano con partite di sola andata ad eliminazione diretta. Le squadre appartenenti alla Pro League entrano nei sedicesimi di finale. Alla competizione partecipano 312 squadre:
- 224 squadre provenienti dalle serie provinciali;
- 64 squadre provenienti dalla Derde klasse;
- 8 squadre provenienti dalla Tweede klasse;
- 16 squadre provenienti dalla Pro League.

## Primo turno
Al primo turno partecipano 224 squadre appartenenti alle serie provinciali.
| Squadra 1                      | Risultato         | Squadra 2               |
| ------------------------------ | ----------------- | ----------------------- |
| 26 luglio 2019                 |                   |                         |
| Libramont                      | 2 – 1             | Mormont                 |
| 27 luglio 2019                 |                   |                         |
| Dadizele                       | 6 – 1             | Jespo Comines-Warneton  |
| Houtvenne                      | 4 – 2             | Berg en Dal             |
| Mariekerke                     | 6 – 1             | Schelle Sport           |
| Albert Quévy-Mons              | 7 – 1             | Sportive Brainoise      |
| Kampenhout                     | 0 – 0 (2-1 dtr)   | Ganshoren               |
| Kobbegem                       | 0 – 7             | Elene-Grotenberge       |
| Wallonia Walhain               | 0 – 5             | Alken                   |
| Wielsbeke                      | 0 – 2             | Lauwe                   |
| De Kempen                      | 1 – 1 (4-2 dtr)   | KVK Beringen            |
| Lille                          | 3 – 0             | Standard Elen           |
| Royal Gosselies                | 4 – 2             | Nismes                  |
| Huy                            | 1 – 1 (3-4 dtr)   | Grand-Leez              |
| Loenhout                       | 1 – 1 (5-3 dtr)   | Saint-Josse             |
| Oostkamp                       | 8 – 1             | Lendelede Sport         |
| Chaumont                       | 0 – 0 (2-4 dtr)   | Oppagne                 |
| 28 luglio 2019                 |                   |                         |
| Baal                           | 0 – 8             | Diest                   |
| Eendracht Zele                 | 0 – 2             | Ninove                  |
| Adegem                         | 1 – 5             | Excelsior Mariakerke    |
| Aische                         | 4 – 1             | Jehaytois               |
| Anderlecht-Milan               | 0 – 5             | Berg-Op                 |
| Anderlues                      | 1 – 2             | Ixelles                 |
| Ardennen                       | 5 – 1             | Sporting Club Jemappes  |
| Avanti                         | 4 – 1             | Hoboken                 |
| Aywaille                       | 17 – 0            | Muno                    |
| Bambrugge                      | 2 – 0             | Dilbeek Sport           |
| Belœil                         | 2 – 0             | Ostiches                |
| Bercheux                       | 3 – 6             | Rocherath               |
| Betekom                        | 8 – 1             | Geetbets                |
| Sassport Boezinge              | 2 – 0             | Nieuwkerke              |
| Bokrijk Sport                  | 1 – 3             | Eendracht Stevoort      |
| Bornem                         | 5 – 1             | Voh. Wintam Eikevliet   |
| Bosquetia Frameries            | 0 – 7             | Stade Brainois          |
| Braine                         | 3 – 0             | Le Roeulx               |
| Bütgenbach                     | 1 – 4             | Habay-la-Neuve          |
| PAC Buzet                      | 1 – 2             | Etterbeek               |
| US d'Ophain                    | 0 – 2             | Greunsjotters Vossem    |
| Eendracht Aalter               | 3 – 1             | RC Lauwe                |
| Etoile de Faimes               | 5 – 1             | Eghezée                 |
| Excelsior Bouwel               | 2 – 2 (1-2 dtr)   | Stade Everois           |
| Herstal                        | 6 – 2             | Herderen-Millen         |
| Tongeren                       | 14 – 0            | Sport Liège             |
| Heusden-Zolder                 | 6 – 1             | Breugel                 |
| Horion                         | 2 – 7             | UCE Liegi               |
| Jeunesse Tavietoise            | 0 – 4             | Bilzerse Waltwilder     |
| Jodoigne                       | 5 – 1             | Étoile Elsautoise       |
| Jong Zulte                     | 2 – 1             | Lembeke                 |
| Turnhout                       | 5 – 1             | Herk-de-Stad            |
| Oostnieuwkerke                 | 3 – 1             | Poperinge               |
| La Hulpe                       | 1 – 4             | Biesme                  |
| Union Lasne-Ohain              | 2 – 2 (2-4 dtr)   | Montignies              |
| Leopoldsburg                   | 0 – 1             | Esperanza Neerpelt      |
| Linden                         | 2 – 0             | Park Houthalen          |
| Lochristi                      | 2 – 1             | Dendermonde             |
| Lyra-Lierse Berlaar            | 4 – 0             | Zandvliet Sport         |
| Malmundaria                    | 2 – 2 (2-4 dtr)   | Ethe-Belmont            |
| Meix-Devant-Virton             | 4 – 0             | La Roche                |
| Svelta Melsele                 | 3 – 1             | Vrasene                 |
| Minderhout                     | 1 – 2             | GBA Kontich             |
| Molenbaix                      | 4 – 1             | SG Tertre-Hautrage II   |
| Naastois                       | 0 – 1             | Huizingen               |
| Nassogne                       | 0 – 3             | RFCB Sprimont           |
| Nijlen                         | 2 – 1             | Kosova Schaerbeek       |
| Oostduinkerke                  | 0 – 0 (1-4 dtr)   | Blankenberge            |
| Pâturages                      | 0 – 3             | Olsa Brakel             |
| Péruwelz                       | 3 – 1             | Vacresse                |
| Racing Waregem                 | 2 – 1             | Kortemark               |
| Rapid Symphorinois             | 5 – 1             | AEDEC Hyon              |
| Raeren                         | 2 – 1             | Wanze-Bas-Oha           |
| Rhodienne-De Hoek              | 4 – 0             | De Neffe                |
| Richelle United                | 6 – 1             | De Goé                  |
| RJ Rochefort                   | 4 – 3             | Vyle-Tharoul            |
| Oupeye                         | 0 – 0 (5-3 dtr)   | Warnant                 |
| Schriek                        | 1 – 1 (2-4 dtr)   | Kesselt                 |
| Saint-Ghislain Tertre-Hautrage | 7 – 0             | Trivières               |
| Sint-Job                       | 2 – 1             | Schaerbeek-Evere        |
| Spy                            | 0 – 2             | Rhisnois                |
| St-Joris Sleidinge             | 1 – 2             | Drongen                 |
| Ster-Francorchamps             | 2 – 1             | Florenville             |
| Stockel                        | 2 – 2 (11-10 dtr) | Entité Manageoise       |
| Templiers Nandrin              | 1 – 1 (3-0 dtr)   | Loyers                  |
| Ternesse                       | 2 – 2 (5-4 dtr)   | Eppegem                 |
| Tervuren-Duisburg              | 1 – 1 (6-5 dtr)   | Bertem-Leefdaal         |
| Tollembeek                     | 2 – 0             | Neufvilles              |
| Torhout                        | 3 – 1             | Kleit Maldegem          |
| Torpedo Hasselt                | 0 – 2             | Eendracht Termien       |
| Tournai                        | 6 – 2             | Maarkedal               |
| Vaux                           | 2 – 3             | Saint-Louis-Saint-Léger |
| Veltem                         | 0 – 3             | City Pirates            |
| Villers-La-Ville               | 3 – 1             | ES de la Molignée       |
| Vlamertinge                    | 1 – 2             | Dottignies              |
| Vliermaal                      | 0 – 0 (4-5 dtr)   | Huvo Jeuk               |
| Voorde Appelterre              | 1 – 4             | Wetteren-Kwatrecht      |
| Wallonia Libin                 | 0 – 4             | Wallonne Ciney          |
| Ways Genappe                   | 0 – 3             | Tempo Overijse          |
| Weerstand Koersel              | 6 – 2             | Houtem                  |
| Wellen                         | 4 – 0             | FC Eupen                |
| Wépion                         | 0 – 2             | Wavre Sports            |
| Wingene                        | 2 – 1             | Eendracht Wervik        |
| Witgoor Sport                  | 6 – 1             | Sport Koersel           |
| Woluwe Zaventem                | 1 – 6             | Sint-Lenaarts           |
| Wolvertem                      | 4 – 1             | Verbroedering Meldert   |
| Wortel                         | 1 – 1 (4-2 dtr)   | Jette                   |
| Zaffelare                      | 1 – 4             | RC Lebbeke              |
| Zandhovense                    | 1 – 4             | Racing Mechelen         |
| Zelzate                        | 5 – 1             | Edeboys                 |
| Zuun                           | 0 – 2             | Hornu                   |
| Zwarte Leeuw                   | 7 – 0             | Putte SK                |
| Helson Helchteren              | 5 – 1             | Kabouters Opglabbeek    |
| Kalken                         | 0 – 2             | Jong Lede               |
| Floreffe                       | 1 – 2             | Léopold                 |
| Mormont II                     | 1 – 3             | Andennais               |

## Secondo turno
Al secondo turno partecipano le 112 squadre vincenti il primo turno e 48 squadre della Promotion.
| Squadra 1                      | Risultato       | Squadra 2            |
| ------------------------------ | --------------- | -------------------- |
| 3 agosto 2019                  |                 |                      |
| Lochristi                      | 2 – 2 (4-5 dtr) | Cappellen            |
| Helson Helchteren              | 2 – 2 (3-2 dtr) | Ardennen             |
| Vosselaar                      | 6 – 1           | Linden               |
| Bornem                         | 1 – 2           | Wingene              |
| La Louvière                    | 2 – 2 (3-4 dtr) | Tempo Overijse       |
| Francs Borains                 | 1 – 0           | Betekom              |
| Lille                          | 1 – 2           | VW Hamme             |
| Temse                          | 2 – 0           | Etterbeek            |
| Tournai                        | 0 – 4           | Tienen               |
| GBA Kontich                    | 2 – 3           | Olympia Wijgmaal     |
| RJ Rochefort                   | 0 – 4           | Rebecquoise          |
| 4 agosto 2019                  |                 |                      |
| Sint-Niklase                   | 0 – 0 (4-5 dtr) | Alken                |
| Eendracht Aalst                | 3 – 2           | City Pirates         |
| Acren                          | 2 – 3           | Avanti               |
| Bambrugge                      | 3 – 3 (6-5 dtr) | Houtvenne            |
| Belœil                         | 2 – 1           | KRC Gent             |
| Blankenberge                   | 3 – 3 (5-3 dtr) | Libramont            |
| Bocholt                        | 10 – 0          | Villers-La-Ville     |
| Braine                         | 2 – 0           | Rocherath            |
| Couvin-Mariembourg             | 1 – 0           | Sassport Boezinge    |
| Diegem                         | 3 – 4           | Stade Brainois       |
| Diest                          | 0 – 3           | Mariekerke           |
| Dikkelvenne                    | 5 – 2           | Excelsior Mariakerke |
| Dottignies                     | 1 – 1 (3-5 dtr) | Racing Waregem       |
| Drongen                        | 1 – 2           | Entente Durbuy       |
| Duffel                         | 3 – 0           | Richelle United      |
| Eendracht Termien              | 4 – 1           | Esperanza Neerpelt   |
| Eendracht Stevoort             | 0 – 4           | Oupeye               |
| RC Lebbeke                     | 12 – 0          | Tollembeek           |
| Givry                          | 6 – 2           | Stockel              |
| Grand-Leez                     | 1 – 1 (4-5 dtr) | Torhout              |
| Greunsjotters Vossem           | 0 – 0 (7-6 dtr) | Ixelles              |
| Habay-la-Neuve                 | 2 – 0           | Ethe-Belmont         |
| Hades                          | 0 – 4           | Olsa Brakel          |
| Sporting Hasselt               | 1 – 3           | Wetteren-Kwatrecht   |
| Hoogstraten                    | 4 – 0           | Molenbaix            |
| Hornu                          | 0 – 1           | Aywaille             |
| Huvo Jeuk                      | 2 – 3           | Loenhout             |
| Jodoigne                       | 1 – 7           | Tilleur              |
| Jong Lede                      | 0 – 2           | Svelta Melsele       |
| Jong Zulte                     | 3 – 0           | Hamoir               |
| Berchem                        | 3 – 0           | Dadizele             |
| Knokke                         | 1 – 0           | Racing Mechelen      |
| KRC Harelbeke                  | 0 – 0 (4-5 dtr) | UCE Liegi            |
| Oostnieuwkerke                 | 2 – 1           | Etoile de Faimes     |
| Sint-Lenaarts                  | 1 – 1 (2-4 dtr) | Mandel United        |
| Londerzeel                     | 6 – 1           | Heusden-Zolder       |
| Menen                          | 5 – 0           | Andennais            |
| Merelbeke                      | 1 – 5           | Albert Quévy-Mons    |
| Montignies                     | 2 – 1           | Tongeren             |
| Namur                          | 2 – 1           | Ster-Francorchamps   |
| Oppagne                        | 0 – 0 (5-4 dtr) | Sparta Petegem       |
| Oudenaarde                     | 9 – 1           | Wortel               |
| Pepingen                       | 11 – 0          | Berg-Op              |
| Péruwelz                       | 1 – 3           | De Kempen            |
| Léopold                        | 1 – 3           | Geel                 |
| Raeren                         | 4 – 1           | Aische               |
| Rhodienne-De Hoek              | 1 – 1 (5-4 dtr) | Wellen               |
| Ronse                          | 5 – 1           | Biesme               |
| Royal Gosselies                | 2 – 3           | Templiers Nandrin    |
| Saint-Louis-Saint-Léger        | 0 – 3           | Herstal              |
| Saint-Ghislain Tertre-Hautrage | 1 – 2           | Gullegem             |
| Sint-Job                       | 3 – 0           | Rhisnois             |
| Solières Sport                 | 6 – 1           | Kesselt              |
| Spouwen-Mopertingen            | 3 – 3 (4-5 dtr) | Eendracht Aalter     |
| Stade Everois                  | 2 – 0           | Meix-Devant-Virton   |
| Stockay-Warfusée               | 2 – 2 (5-4 dtr) | Ninove               |
| Ternesse                       | 0 – 3           | Waremme              |
| Tervuren-Duisburg              | 1 – 3           | Meux                 |
| Verlaine                       | 3 – 1           | Huizingen            |
| Wallonne Ciney                 | 0 – 1           | Bilzerse Waltwilder  |
| Weerstand Koersel              | 4 – 0           | Wavre Sports         |
| Westhoek                       | 0 – 0 (4-5 dtr) | Lyra                 |
| White Star Lauwe               | 1 – 1 (5-3 dtr) | Wolvertem            |
| Witgoor Sport                  | 2 – 3           | Rapid Symphorinois   |
| Zelzate                        | 2 – 1           | Turnhout             |
| Zwarte Leeuw                   | 1 – 1 (1-4 dtr) | Onhaye               |
| Voorwaarts Zwevezele           | 2 – 3           | Kampenhout           |
| Elene-Grotenberge              | 1 – 3           | Nijlen               |
| RFCB Sprimont                  | 1 – 1 (2-3 dtr) | Oostkamp             |

## Terzo turno
Al terzo turno partecipano le 80 squadre vincenti il secondo turno e 12 squadre provenienti dalla Derde klasse.
| Squadra 1           | Risultato       | Squadra 2            |
| ------------------- | --------------- | -------------------- |
| 9 agosto 2019       |                 |                      |
| Lyra                | 1 – 0           | Helson Helchteren    |
| 10 agosto 2019      |                 |                      |
| Aywaille            | 0 – 2           | Olympic Charleroi    |
| RWDM47              | 6 – 0           | Alken                |
| Boom                | 4 – 0           | Racing Waregem       |
| Tubize-Braine       | 2 – 0           | Greunsjotters Vossem |
| Rebecquoise         | 0 – 0 (5-4 dtr) | RC Lebbeke           |
| Hoogstraten         | 0 – 0 (3-5 dtr) | Stade Brainois       |
| Cappellen           | 1 – 1 (4-3 dtr) | Thes Sport           |
| 11 agosto 2019      |                 |                      |
| Eendracht Aalst     | 2 – 0           | Lierse               |
| Avanti              | 1 – 2           | Torhout              |
| Bambrugge           | 2 – 1           | Albert Quévy-Mons    |
| Blankenberge        | 2 – 0           | Templiers Nandrin    |
| Bocholt             | 1 – 2           | Mandel United        |
| Couvin-Mariembourg  | 2 – 3           | Londerzeel           |
| Dender              | 2 – 0           | White Star Lauwe     |
| Dessel Sport        | 3 – 3 (5-4 dtr) | Raeren               |
| Dikkelvenne         | 5 – 0           | Kampenhout           |
| Francs Borains      | 4 – 1           | Weerstand Koersel    |
| Givry               | 4 – 4 (5-3 dtr) | Eendracht Termien    |
| Gullegem            | 3 – 1           | Montignies           |
| VW Hamme            | 5 – 1           | Belœil               |
| Oostnieuwkerke      | 0 – 3           | RFC Liegi            |
| Mariekerke          | 2 – 1           | Herstal              |
| Svelta Melsele      | 0 – 2           | Knokke               |
| Menen               | 1 – 2           | Entente Durbuy       |
| Namur               | 2 – 1           | URSL Visé            |
| Nijlen              | 1 – 0           | Stockay-Warfusée     |
| Onhaye              | 0 – 0 (4-3 dtr) | Braine               |
| Oostkamp            | 3 – 1           | Berchem              |
| Oppagne             | 0 – 0 (4-5 dtr) | Wetteren-Kwatrecht   |
| Tempo Overijse      | 2 – 2 (2-4 dtr) | Oudenaarde           |
| Pepingen            | 0 – 2           | Verlaine             |
| Rhodienne-De Hoek   | 2 – 2 (3-1 dtr) | Rapid Symphorinois   |
| Ronse               | 0 – 0 (4-3 dtr) | Waremme              |
| Sint-Job            | 2 – 2 (4-3 dtr) | Geel                 |
| Solières Sport      | 0 – 2           | Seraing              |
| Stade Everois       | 1 – 4           | Tilleur              |
| Temse               | 2 – 1           | Jong Zulte           |
| Tienen              | 2 – 1           | Sint-Eloois-Winkel   |
| UCE Liegi           | 0 – 3           | Deinze               |
| Vosselaar           | 1 – 0           | Patro Eisden         |
| Bilzerse Waltwilder | 1 – 1 (4-3 dtr) | Eendracht Aalter     |
| Olympia Wijgmaal    | 7 – 1           | Oupeye               |
| Wingene             | 0 – 0 (2-4 dtr) | Loenhout             |
| Zelzate             | 1 – 2           | La Louvière Centre   |
| Olsa Brakel         | 1 – 1 (3-4 dtr) | Heist                |

## Quarto turno
Al quarto turno partecipano le 46 squadre vincenti il terzo turno e altre 4 squadre provenienti dalla Derde klasse.
| Squadra 1          | Risultato       | Squadra 2           |
| ------------------ | --------------- | ------------------- |
| 17 agosto 2019     |                 |                     |
| Dender             | 1 – 3           | Seraing             |
| Dessel Sport       | 4 – 2 (dts)     | RWDM47              |
| Knokke             | 5 – 0           | Bilzerse Waltwilder |
| La Louvière Centre | 7 – 2           | De Kempen           |
| 18 agosto 2019     |                 |                     |
| Blankenberge       | 0 – 2           | Vosselaar           |
| Deinze             | 0 – 0 (7-8 dtr) | Heist               |
| Francs Borains     | 2 – 1           | RFC Liegi           |
| Givry              | 1 – 5           | Duffel              |
| Gullegem           | 3 – 1           | Oostkamp            |
| VW Hamme           | 1 – 0           | Tubize-Braine       |
| Loenhout           | 1 – 4           | Dikkelvenne         |
| Londerzeel         | 2 – 4           | Eendracht Aalst     |
| Mandel United      | 5 – 0           | Habay-la-Neuve      |
| Mariekerke         | 0 – 3           | Ronse               |
| Meux               | 0 – 2           | Cappellen           |
| Namur              | 1 – 2           | Verlaine            |
| Olympic Charleroi  | 1 – 2           | Bambrugge           |
| Oudenaarde         | 1 – 2           | Temse               |
| Rebecquoise        | 2 – 0           | Lyra                |
| Rhodienne-De Hoek  | 0 – 2           | Onhaye              |
| Sint-Job           | 3 – 4 (dts)     | Boom                |
| Tilleur            | 5 – 3           | Tienen              |
| Torhout            | 2 – 1           | Stade Brainois      |
| Wetteren-Kwatrecht | 1 – 0           | Entente Durbuy      |
| Olympia Wijgmaal   | 2 – 0           | Nijlen              |

## Quinto turno
Al quinto turno partecipano le 25 squadre vincenti il quarto turno e 7 squadre appartenenti alla Division 1B.
| Squadra 1          | Risultato       | Squadra 2          |
| ------------------ | --------------- | ------------------ |
| 23 agosto 2019     |                 |                    |
| Verlaine           | 1 – 1 (4-2 dtr) | Bambrugge          |
| OH Lovanio         | 6 – 0           | Wetteren-Kwatrecht |
| 24 agosto 2019     |                 |                    |
| Beerschot VA       | 6 – 1           | Dikkelvenne        |
| Dessel Sport       | 3 – 1           | Virton             |
| Seraing            | 1 – 0           | Roeselare          |
| Onhaye             | 0 – 1           | Eendracht Aalst    |
| Heist              | 0 – 4           | Lokeren            |
| La Louvière Centre | 1 – 2           | Westerlo           |
| Lommel             | 4 – 0           | Temse              |
| Mandel United      | 1 – 0 (dts)     | Gullegem           |
| 25 agosto 2019     |                 |                    |
| Boom               | 6 – 4 (dts)     | Vosselaar          |
| Cappellen          | 1 – 0           | VW Hamme           |
| Duffel             | 2 – 1           | Knokke             |
| Francs Borains     | 6 – 1           | Torhout            |
| Rebecquoise        | 2 – 1           | Tilleur            |
| Ronse              | 4 – 2           | Olympia Wijgmaal   |

## Sedicesimi di finale
Ai sedicesimi di finale partecipano le 16 squadre vincenti il quinto turno, 1 squadra appartenente alla Division 1B (Union Saint-Gilloise) e le 16 squadre della Pro League, ad eccezione del Malines, escluso per un anno dalla partecipazione alla coppa.
| Squadra 1            | Risultato       | Squadra 2     |
| -------------------- | --------------- | ------------- |
| 24 settembre 2019    |                 |               |
| Cercle Bruges        | 0 – 1           | Rebecquoise   |
| Waasland-Beveren     | 3 – 4           | Westerlo      |
| Ronse                | 0 – 3           | Genk          |
| 25 settembre 2019    |                 |               |
| Boom                 | 2 – 3           | Charleroi     |
| Cappellen            | 0 – 0 (3-5 dtr) | Eupen         |
| Mandel United        | 0 – 2           | Ostenda       |
| Seraing              | 1 – 3           | Kortrijk      |
| Union Saint-Gilloise | 3 – 0           | Verlaine      |
| Zulte Waregem        | 4 – 2           | Duffel        |
| Eendracht Aalst      | 0 – 4           | Gent          |
| Dessel Sport         | 0 – 1           | R.E. Mouscron |
| Francs Borains       | 0 – 3           | Club Bruges   |
| Sint-Truiden         | 2 – 0 (dts)     | OH Lovanio    |
| Beerschot VA         | 2 – 3 (dts)     | Anderlecht    |
| 26 settembre 2019    |                 |               |
| Anversa              | 4 – 2 (dts)     | Lokeren       |
| Standard Liegi       | 2 – 1           | Lommel        |

## Ottavi di finale
| Squadra 1            | Risultato       | Squadra 2    |
| -------------------- | --------------- | ------------ |
| 3 dicembre 2019      |                 |              |
| Anversa              | 3 – 3 (4-3 dtr) | Genk         |
| 4 dicembre 2019      |                 |              |
| Kortrijk             | 2 – 1           | Eupen        |
| Union Saint-Gilloise | 0 – 0 (4-1 dtr) | Westerlo     |
| Standard Liegi       | 3 – 0           | Rebecquoise  |
| Zulte Waregem        | 3 – 0           | Sint-Truiden |
| Ostenda              | 1 – 1 (2-4 dtr) | Club Bruges  |
| Charleroi            | 1 – 0           | Gent         |
| 5 dicembre 2019      |                 |              |
| R.E. Mouscron        | 2 – 3           | Anderlecht   |

## Quarti di finale
| Squadra 1            | Risultato | Squadra 2   |
| -------------------- | --------- | ----------- |
| 17 dicembre 2019     |           |             |
| Zulte Waregem        | 2 – 0     | Charleroi   |
| 18 dicembre 2019     |           |             |
| Union Saint-Gilloise | 0 – 1     | Kortrijk    |
| Standard Liegi       | 1 – 3     | Anversa     |
| 19 dicembre 2019     |           |             |
| Anderlecht           | 0 – 2     | Club Bruges |

## Semifinali
| Squadra 1                         | Totale | Squadra 2     | Andata | Ritorno |
| --------------------------------- | ------ | ------------- | ------ | ------- |
| 22 gennaio 2020 / 5 febbraio 2020 |        |               |        |         |
| Club Bruges                       | 3 – 2  | Zulte Waregem | 1 – 1  | 2 – 1   |
| 23 gennaio 2020 / 6 febbraio 2020 |        |               |        |         |
| Anversa                           | 2 – 1  | Kortrijk      | 1 – 1  | 1 – 0   |

## Finale
| Arbitro: | Nicolas Laforge |

|  |           |              |
|  | Marcatori | 25’ Refaelov |